# 君は太陽
「君は太陽」（きみはたいよう）は、日本のロックバンド・スピッツの楽曲。2009年8月26日にユニバーサルミュージックより通算35作目のシングルとして発売。レーベルはユニバーサルJ。

## 概要
映画『ホッタラケの島 〜遥と魔法の鏡〜』（2009年）主題歌。スピッツの新曲としては初のアニメタイアップとなる。前シングル「若葉」と同時期にレコーディングされ、シングルリリースに伴い再ミックスされた。
カップリングの「オケラ」は、「大宮サンセット」（2001年のシングル「夢追い虫」のカップリング）以来、久々のセルフプロデュース作品となった。
「若葉」に引き続き、写真家かくたみほの作品をジャケットに使用。

## 収録曲
全作詞・作曲：草野正宗
1. 君は太陽
編曲：スピッツ＆亀田誠治
2. オケラ
編曲：スピッツ

## 参加ミュージシャン
君は太陽
- 草野マサムネ - Vocals, Guitars
- 三輪テツヤ - Guitars
- 田村明浩 - Bass Guitar
- 﨑山龍男 - Drums

オケラ
- 草野マサムネ-Vocals, Guitars
- 三輪テツヤ-Guitars
- 田村明浩-Bass Guitar
- 﨑山龍男-Drums

## 収録アルバム
- とげまる（#1）
- おるたな（#2）
- CYCLE HIT 2006-2017 Spitz Complete Single Collection（#1）